# Максимовский сельский совет (Збаражский район)
Максимовский сельский совет (укр. Максимівська сільська рада) — входит в состав
Збаражского района
Тернопольской области
Украины.
Административный центр сельского совета находится в 
с. Максимовка.

## История
- 1940 — дата образования.

## Населённые пункты совета
- с. Максимовка
- с. Горы-Стрыевецкие
- с. Чагари-Збаражские